# Dendropicos abyssinicus
Dendropicos abyssinicus là một loài chim trong họ Picidae.